# Harpsund
Harpsund é uma residência oficial de representação e tempo livre do primeiro-ministro da Suécia, situada a 100 quilômetros a oeste de Estocolmo. A antiga casa senhorial está localizada à beira do lago Harpsund, a 12 quilômetros da cidade de Flen, na província da Södermanland. No barco a remos local, o primeiro-ministro costuma dar passeios com visitas célebres, como por exemplo o antigo líder soviético Nikita Khrushchov, o vice-presidente americano Hubert Humphrey e o chanceler alemão Willy Brandt.

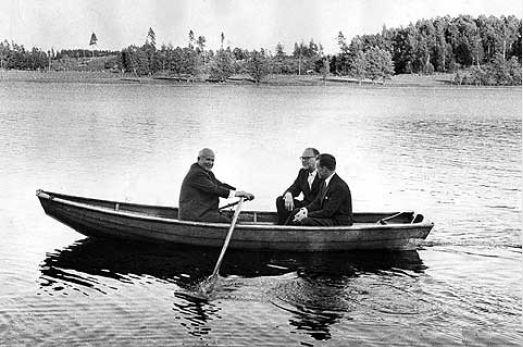
Nikita Khrushchov e Tage Erlander no "barco a remos de Harpsund" em 1964